# Hanöbukten

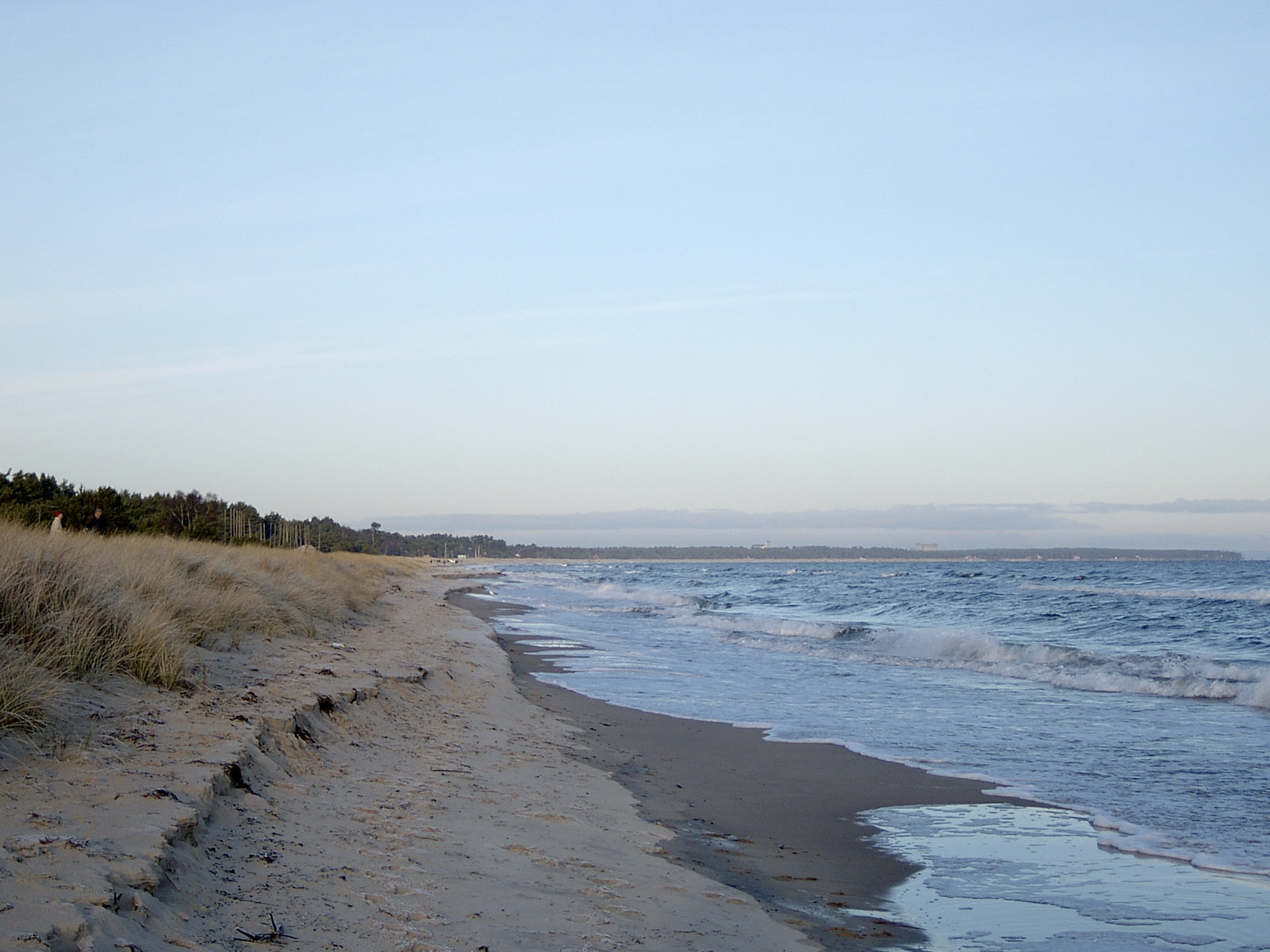
Hanöbuktens strand i närheten av Yngsjö.

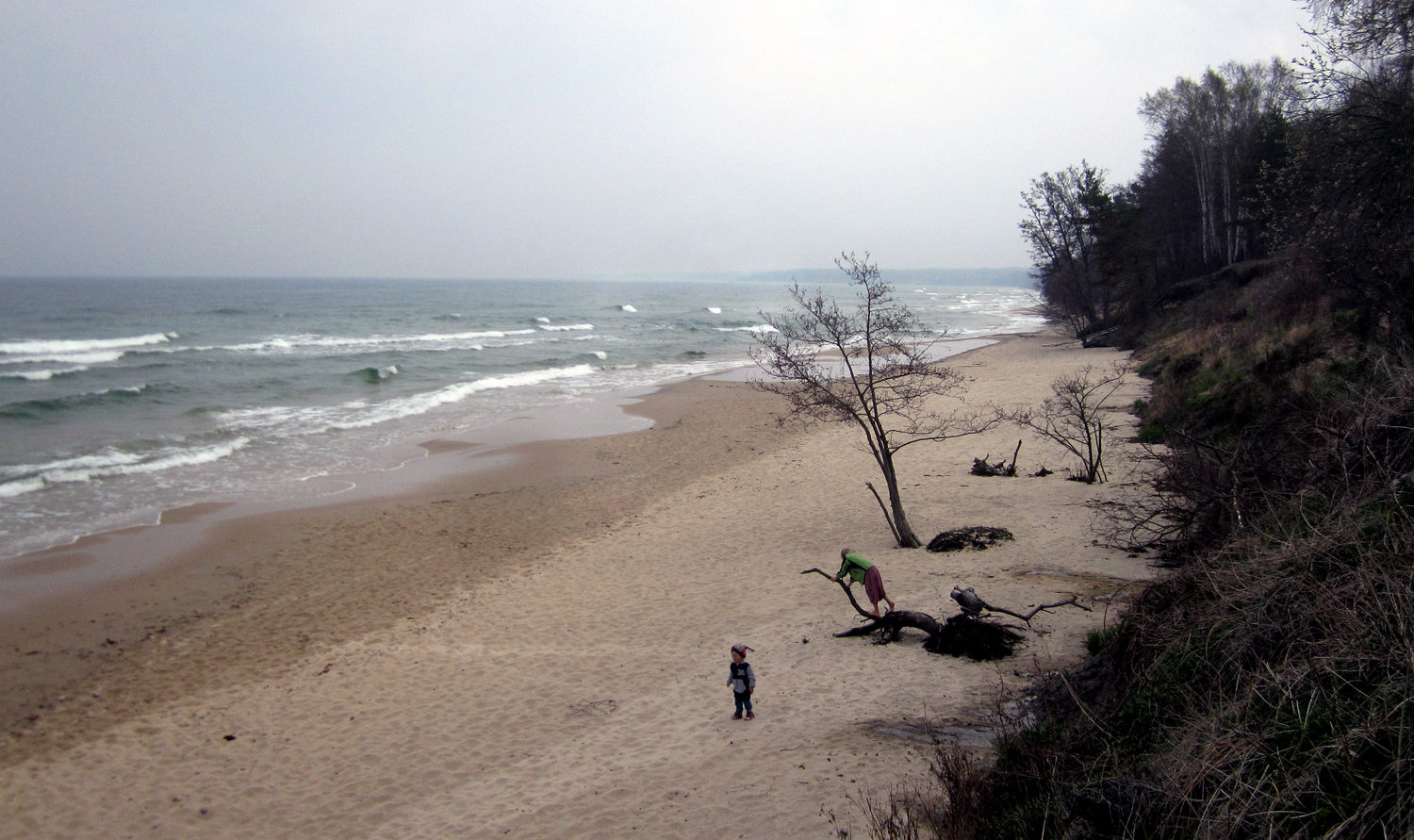
Hanöbukten mot söder, sett från Knäbäckskapellet 8 maj 2013.

Hanöbukten är en bukt av Östersjön utanför Skånes östkust och Blekinges sydkust. Den har fått sitt namn från ön Hanö. I Hanöbukten bedrivs betydande fiske av främst ål, sill och torsk.

## Geografi
Begreppet Hanöbukten har traditionellt främst använts om den grunda bukten utanför Kristianstadsslätten, mellan Stenshuvud i söder och Listerlandet i nordost. Idag används begreppet ofta om det betydligt större havsområdet av Östersjön mellan Simrishamn på Österlen och Torhamns udde i sydöstra Blekinge.
Bukten är mycket varierande och erbjuder goda rekreationsmöjligheter. Längs Ålakusten i väster finns långa sandstränder. Den nordöstra delen av bukten utgörs av Blekinge skärgård med strandnära lövskog. De större öarna är bebodda året om och det finns broar, bilväg och busstrafik över flera öar ända ut i havsbandet. Hanöbukten erbjuder för båtturister många mindre och större hamnar liksom skyddade naturhamnar. Daglig båttrafik finns året runt till de stora öarna i Karlskrona skärgård och till Hanö i regi av Blekingetrafiken. Sommartid är båttrafiken betydligt utökad med anledning av turismen. Samtliga Blekinges åar liksom  Skräbeån, Helge å, Julebodaån och Verkeån mynnar ut i bukten.

## Föreslagen vindkraftspark
Vindkraftsföretaget Blekinge Offshore ville investera 50 miljarder kronor i en vindkraftspark. I parken ville företaget bygga mellan 350 och 700 stycken 180 meter höga vindkraftverk på en yta av omkring 200 kvadratkilometer i bukten. Projektet stöddes av berörda kommuner och länsstyrelser men stötte på motstånd från försvarsmakten samt fritidsboende på Hanö och var föremål för prövning i mark och miljödomstolen våren 2013. Domstolen beslutade att överlämna tillståndsfrågan till regeringen, som 2016 fattade beslutet att avslå tillståndet.